# Wolfgang Frisch (Musiker)

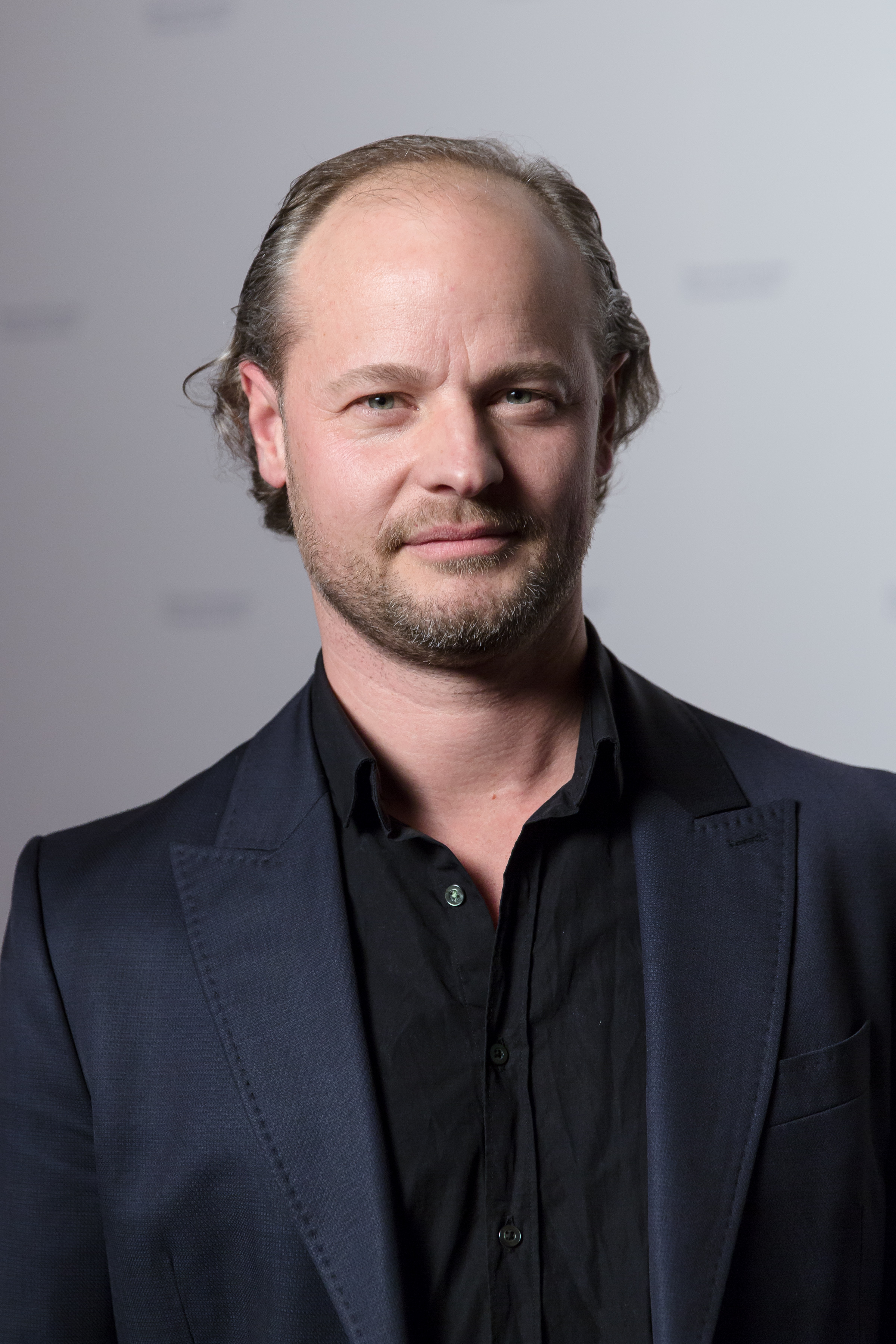
Wolfgang Frisch (2016)

Wolfgang Frisch (* 13. Februar 1974 in Salzburg) ist ein österreichischer Musiker und Komponist.

## Karriere

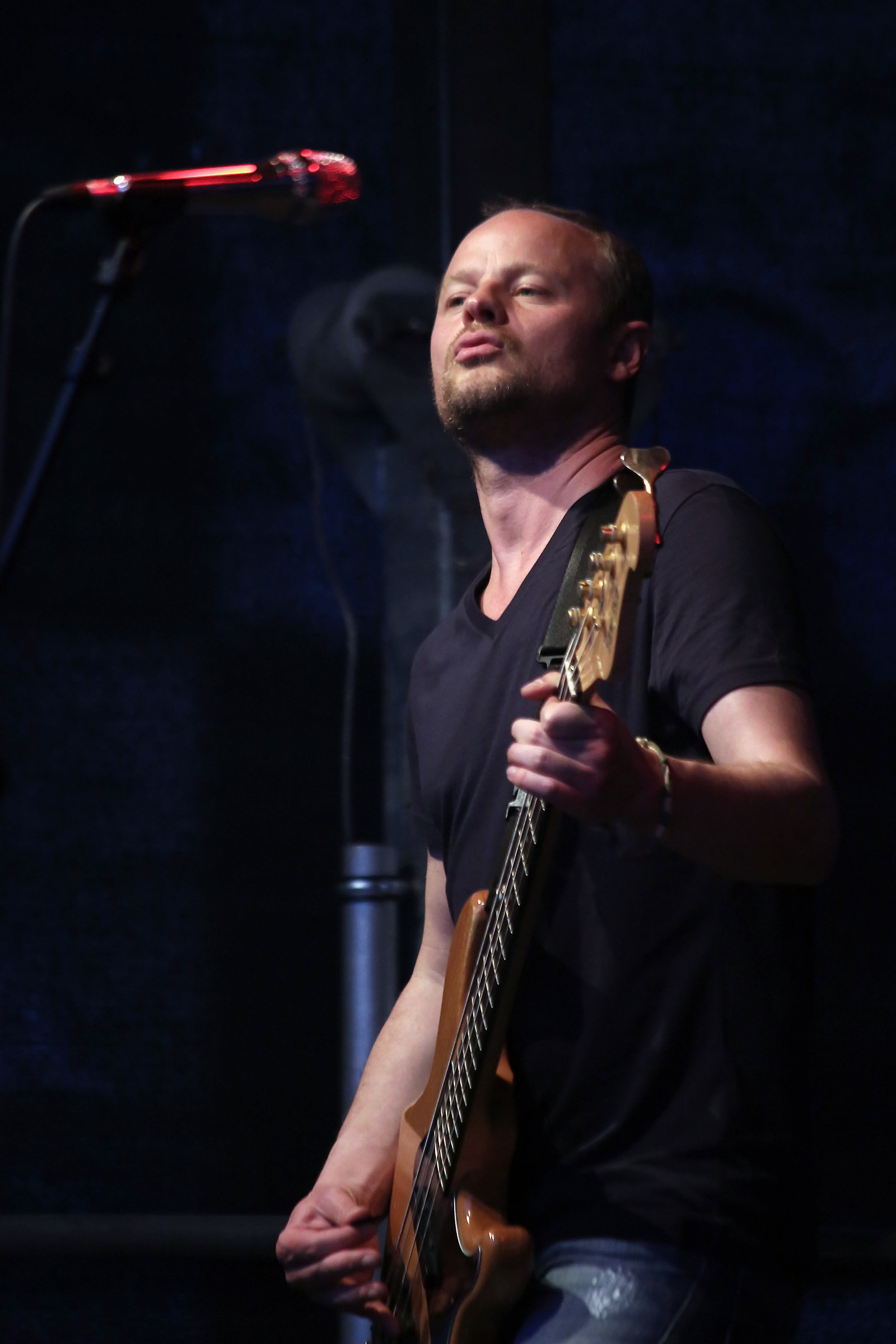
Wolfgang Frisch mit dem Sofa Surfers Sound System (2013)

Wolfgang Frisch gründete 1996 mit Michael Holzgruber, Markus Kienzl und Wolfgang Schlögl die Band Sofa Surfers, die sich in der europäischen Dub- und Techno-Szene einen Namen machte. Der Gitarrist und Produzent veröffentlichte 2008 mit The Hundred sein erstes Soloalbum, dem 2011 mit Watering the Land ein weiteres folgte. Ferner produzierte er 2011 das Debütalbum der Sängerin Katika, Ricaricare. Frisch betätigte sich als Bühnenkomponist, etwa für das Schauspielhaus und das Theater in der Josefstadt, und als Filmkomponist. Er ist Mitglied der Akademie des Österreichischen Films. Für die Filmmusik zu Das ewige Leben, die er mit Markus Kienzl geschaffen hatte, war er für den Österreichischen Filmpreis 2016 nominiert.

## Diskografie

### Alben
- 2008: The Hundred
- 2011: Watering the Land

## Filmografie
- 2000: Komm süßer Tod
- 2002: Nogo
- 2003: The Poet
- 2004: Silentium
- 2006: Life in Loops
- 2009: Der Knochenmann
- 2012: Trains of Thoughts
- 2012: Void
- 2015: Das ewige Leben
- 2018: Tatort: Die Faust
- 2018: Cops
- 2019: Glück gehabt
- 2020: 2551.01[6]
- 2020: Conversation with My Mother[7]
- 2023: 2551.02 – The Orgy of the Damned
- 2023: Animal
- 2025 Dracula